# Матијас Руст
Матијас Руст (Ведел, Шлезвиг-Холштајн, Западна Немачка, 1. јун 1968) немачки је авијатичар, чувен по свом илегалном слетању близу Црвеног трга у Москви 28. маја 1987. Руст, пилот-аматер је прелетео из Финске у Москву, и неколико пута га је пратила совјетска противваздушна одбрана и пресретачи МиГ-23. Међутим, совјетски ловци нису добили тражено одобрење да га оборе, и неколико пута је помешан са пријатељском летелицом. Неки од совјетских команданата који су касније смењени, бранили су се тиме да су авион помешали са школском летелицом совјетске авијације, авионом који лети за потребе снимања филма или чак и  јатом гусака (?) Али и чињеницом да су сматрали да су пилоти на пресретачима МиГ-23 неискусни и да нису помоћу уређаја на авионима и визуелно успели да утврде да је у питању не-совјетски авион. 
Руст је рекао како је желео да створи „имагинарни мост“ до Истока, и тврдио је да је његова намера била да смањи тензије и подозрење између две сукобљене стране у Хладном рату. Његов лет кроз наводно непробојни систем совјетске противваздушне одбране је имао озбиљне последице на совјетску војску и довео је до отпуштања више од 300 високих официра, укључујући и министра одбране Совјетског Савеза, Сергеја Соколова и начелника Совјетске противваздушне одбране, летачког аса из Другог светског рата, главног маршала рода авијације Александра Колдунова. Овај инцидент је помогао Михаилу Горбачову у спровођењу његових реформи (уклањањем бројних официра који су му се супротстављали), и смањивањем престижа совјетске војске у народу, што је допринело крају Хладног рата.
Годинама након догађаја, појавила се теорија завере да је Руст сво време заправо само испуњавао задатак који му је поверио Горбачов, а све уз помоћ појединаца из армије, чиме је Горбачову олакшано спровођење перестројке.